# الحدود بين مالي والنيجر
الحدود بين مالي والنيجر يبلغ طولها 828 كم وتمتد من النقطة الثلاثية مع بوركينا فاسو في الغرب إلى النقطة الثلاثية مع الجزائر في الشرق.